# Angophora
Angophora is een geslacht uit de mirtefamilie (Myrtaceae). De soorten zijn endemisch in Australië, waar ze voorkomen in de deelstaten Queensland, New South Wales en Victoria.

## Soorten
- Angophora bakeri C.C.Hall
- Angophora costata (Gaertn.) Britten
- Angophora floribunda (Sm.) Sweet
- Angophora hispida (Sm.) Blaxell
- Angophora inopina K.D.Hill
- Angophora leiocarpa (L.A.S.Johnson ex G.J.Leach) K.R.Thiele & Ladiges
- Angophora melanoxylon R.T.Baker
- Angophora robur L.A.S.Johnson & K.D.Hill
- Angophora subvelutina F.Muell.
- Angophora woodsiana F.M.Bailey

## Hybriden
- Angophora ×clelandii Maiden
- Angophora ×dichromophloia Blakely
- Angophora ×exul K.D.Hill

... · 
Acmena · 
Actinodium · 
Agonis · 
Allosyncarpia · 
Aluta · 
Angophora · 
Astartea · 
Astus · 
Babingtonia · 
Baeckea · 
Callistemom · 
Calytrix · 
Chamelaucium · 
Corymbia · 
Corynanthera · 
Cyathostemon · 
Darwinia · 
Enekbatus · 
Ericomyrtus · 
Eucalyptus (Eucalyptus) · 
Eugenia · 
Euryomyrtus · 
Feijoa · 
Homalocalyx · 
Homoranthus · 
Hypocalymma · 
Lamarchea · 
Leptospermum · 
Lophomyrtus · 
Malleostemon · 
Metrosideros · 
Micromyrtus · 
Myrceugenia · 
Myrciaria · 
Myrtus (Mirte) · 
Ochrosperma · 
Osbornia · 
Pileanthus · 
Pimenta · 
Psidium · 
Rinzia · 
Sannantha · 
Scholtzia · 
Syzygium · 
Thryptomene · 
Triplarina · 
Tristaniopsis · 
Verticordia · 
Waterhousea · 
Xanthostemon · 
...